# 模铸化石
模铸化石（英语：fossil mold and cast）是古生物遗体留在岩层或围岩中的印痕和复铸物。根据与围岩的关系被分为5种类型：印痕化石、印模化石、模核化石、铸型化石和複合模化石。

## 印痕化石
印痕化石是生物遗体（主要是软体部分）因陷落在细碎屑沉积物或化学沉积物中所留下的印痕。腐蚀作用和成岩作用虽然使得遗体本身被破坏，但是印痕却保存了下来，而且这种印痕还常常可以反映该生物的主要特征。

## 印模化石
印模化石包括外模和内模两种。

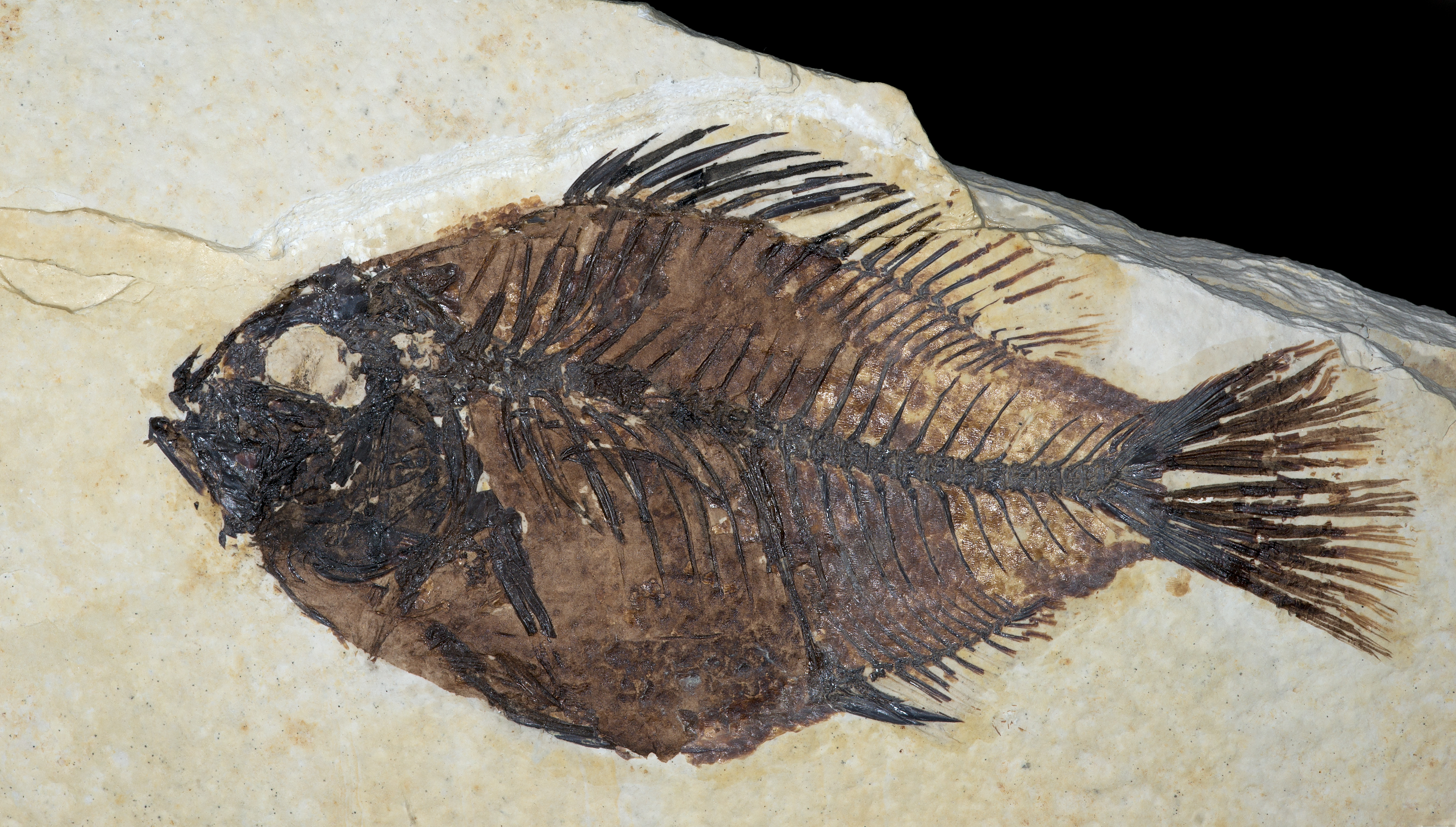
普瑞斯加加魚（Priscacara liops）的化石，出土於綠河地層

外模是古生物遗体坚硬部分（例如贝壳）的外表面印在围岩上的印痕，能够反映原来生物外表的形态及构造特征。
内模是壳体的内表面轮廓构造留下的印痕，能够反映该生物硬体的内部形态及构造特征。

## 模核化石
模核化石分为内核和外核两种。
当腕足动物和某些双壳类动物死亡之后，它们的贝壳经常两瓣完整地被埋藏起来，其内部空腔也被沉积物填充，在固结以及壳体被溶解之后，内部留下一个实体即称为内核。
如果壳内没有被沉积物填充，当贝壳溶解后就会在围岩中留下一个与壳大小相等、形状一致的空间；这个空间如果再经过充填，又会形成一个与原来的壳大小相等、形状一致但是成分均一的实体，这样的实体就被称为外核。

## 铸型化石
当贝壳被沉积物掩埋并且已经形成外模和内核之后，壳质有时会全部溶解，然后又被另外某种矿物质填充，使得填充物像铸造的模型一样保留了原来贝壳的原形和大小，这就称为铸型化石，又名石化化石。

## 複合模化石
複合模化石是内模和外模重叠在一起的模铸化石。
当贝壳埋藏在沉积物中并形成内模和外模之后，如果贝壳随后被溶解而在围岩内留下了空隙，而后由于岩层的压实作用而使外模与内模重叠在了一起，就形成了複合模化石。